# 郭乃硕
郭乃硕（1965年—），河北武安人，汉族，中华人民共和国政治人物、第十二届全国人民代表大会吉林地区代表。
毕业于东北师范大学政法学院法学专业，加入中国国民党革命委员会。2013年，被选为全国人大代表。2018年2月24日，当选为第十三届全国人大代表。2020年1月15日，被补选为政协吉林省第十二届委员会副主席。